# New York State Thruway
El New York State Thruway (oficialmente Governor Thomas E. Dewey Thruway) es un carretera de peaje de acceso limitado en el estado de Nueva York. Construido en los años 1950 por el Estado de Nueva York para conectar las principales ciudades de Nueva York, es la carretera de peaje más larga de los Estados Unidos, con 496.00 millas (798.23 km) de longitud extendiéndose desde la frontera con Pensilvania/Nueva York en el oeste y en Albany en el este, y la Ciudad de Nueva York al sur. En 1958 fue incorporada al Sistema Interestatal de Autopistas como secciones de la Interestatal 87, Interestatal 287, Interestatal 95, Interestatal 90 y la Interestatal 190. Es operada por el New York State Thruway Authority (NYSTA). El New York Thruway es considerada como una de las carreteras más transitada de los Estados Unidos (según el IBBTA, el Thruway es la cuarta carretera de peaje más transitada de los Estados Unidos).